# Budapesti vasúti épületek és épületegyüttesek listája

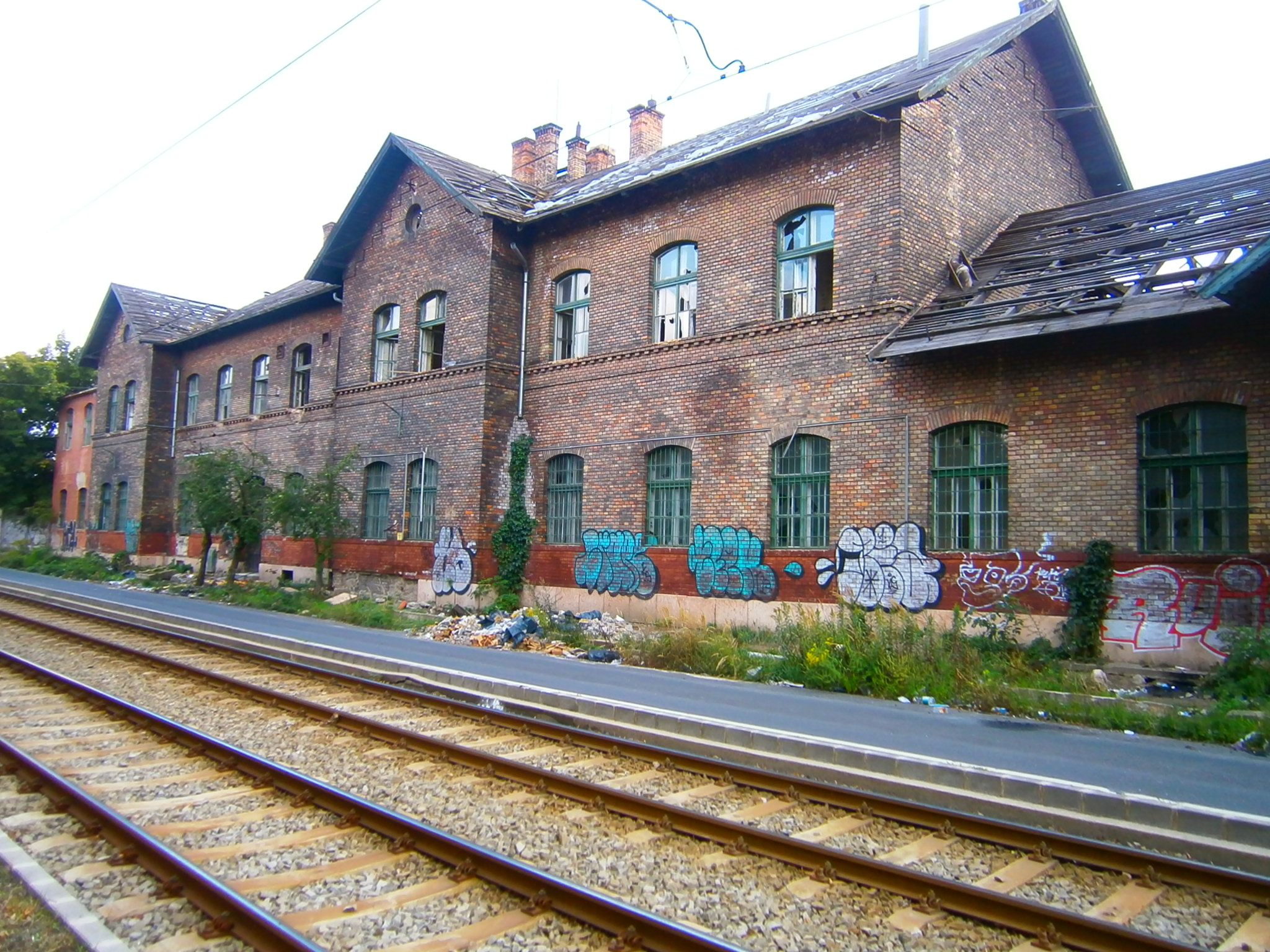
A volt Józsefvárosi pályaudvar területén fekvő úgynevezett MÁV Anyagvizsgáló Intézet épülete XIX. század végi MÁV-típusépület. Ehhez hasonlók országszerte (így Budapesten is) nagy számban épültek abban az időben

Az alábbi oldal Budapest vasúti épületeinek és épületegyütteseinek listáját tartalmazza. A lista a vasútállomások épületei mellett felsorolja az egyéb vasúti létesítmények (vasúti javítóműhelyek, gyárak), illetve a nem szorosan vett, de a vasúttal és a MÁV-val mégis összefüggésbe hozható egyéb épületeket is (pl. MÁV dolgozók lakótelepei, MÁV kórház).
A lista nem tartalmazza a kisebb vasúti építményeket (esőbeállók, peron feletti tetők, vágányok feletti gyalogos hidak stb.), és a nem elsősorban vasutak számára készült, de azok által is használt ipari területen lévő épületeket (ezekről bővebben: Budapesti gyárak listája). A listában nem szerepelnek a villamosokhoz, metrókhoz, fogaskerekűhöz kapcsolódó épületek sem (kocsiszínek, várócsarnokok, járműtelepi épületek stb.)
A lista a kisebb épületekről beszerezhető információk hiánya miatt nem tekinthető teljesnek. Egy adott állomás épületeinek helymeghatározásnál a főépületen kívül más épületeknél csak a „vasútállomás területén” fogalom van jelezve, kivéve, ha az adott épület a környező valamelyik utca szerint még jobban meghatározható. Az elpusztult épületek sötétebb szürke színnel ki vannak emelve.

## I. kerület
| Kép | GU | Állomás         | Épületnév                   | Stílus           | Építés ideje                  | Elhelyezkedés                       | Megjegyzés |
| --- | -- | --------------- | --------------------------- | ---------------- | ----------------------------- | ----------------------------------- | --- |
|     | –  | Déli pályaudvar | Budai indóház               | romantikus?      | 1859–1861                     | 1013 Budapest, Krisztina körút 37/a | Tervezte: Gregersen Guilbrand norvég mérnök vagy Karl Etzel osztrák mérnök. A második világháborúban elpusztult. Helyére épült a mai Déli pályaudvar. |
|     | –  | Déli pályaudvar | a Budai indóház fűtőháza    | romantikus?      | XIX. sz.                      | 1013 Budapest, Krisztina körút 37/a | A második világháborúban pusztult el. |
|     |    | Déli pályaudvar | főépület                    | modern           | 1960-as évek (több lépcsőben) | 1013 Budapest, Krisztina körút 37/a | |
|     |    | Déli pályaudvar | MÁV lakóépület?             | ipari eklektikus | XIX. sz.                      | 1013 Budapest, Krisztina körút 37/a | A déli pályaudvar területén található. Nagyobb XIX. századi téglasávos MÁV (nem típus-) épület.                                                       |
|     |    | Déli pályaudvar | rendező rész üzemi épületek | n. a.            | XX. sz.                       | Mészáros utca mentén                | |

## III. kerület
| Kép | GU | Állomás                    | Épületnév                                | Stílus                             | Építés ideje  | Elhelyezkedés                     | Megjegyzés                                                                |
| --- | -- | -------------------------- | ---------------------------------------- | ---------------------------------- | ------------- | --------------------------------- | ------------------------------------------------------------------------- |
|     |    | Óbuda vasútállomás         | állomásépület                            | MÁV típusépület                    | XIX. sz. vége | 1031 Budapest, Keled út 3.        |                                                                           |
|     | −  | Óbuda vasútállomás         | raktárépület                             | n. a.                              | n. a.         | Óbuda vasútállomás területén      | Elbontották. Vasbeton épület lehetett.                                    |
|     |    | Óbuda vasútállomás         | üzemi épület                             | MÁV típusépület                    | XIX. sz. vége | Óbuda vasútállomás területén      |                                                                           |
|     |    | Óbuda vasútállomás         | Óbuda KÖFI Központ – MÁV Zrt. (3 épület) | modern                             | 2010-es évek  | Óbuda vasútállomás területén      | A vasútállomás átépítésekor létesült.                                     |
|     |    | Óbuda vasútállomás         | régi őrház Solymár irányából             | MÁV típusépület                    | XIX. sz. vége | Pomázi úti vasúti átkelőhely      | A 2010-es években, a Pomázi úti vasúti felüljáró építésekor bontották el. |
|     |    | Óbuda vasútállomás         | régi üzemi épületek                      | n. a.                              | n. a.         | 1031 Budapest, Keled út           | Óbuda vasútállomás területén található.                                   |
|     |    | Óbuda vasútállomás         | régi üzemi épületek, lakóházak           | n. a.                              | n. a.         | 1031 Budapest, Mocsaras dűlő      | Óbuda vasútállomás területén található.                                   |
|     |    | Óbuda-Gázgyár vasútállomás | főépület                                 | ipari eklektikus MÁV típusépület   | 1900 k.       | 1033 Budapest, Ángel Sanz Briz út |                                                                           |
|     |    | Óbuda-Gázgyár vasútállomás | melléképületek (2)                       | ipari eklektikus MÁV típusépületek | 1900 k.       | 1033 Budapest, Ángel Sanz Briz út |                                                                           |

## IV. kerület
| Kép                                                                                        | GU | Állomás                 | Épületnév                               | Stílus           | Építés ideje | Elhelyezkedés               | Megjegyzés                                  |
| ------------------------------------------------------------------------------------------ | -- | ----------------------- | --------------------------------------- | ---------------- | ------------ | --------------------------- | ------------------------------------------- |
|                                                                                            |    | Istvántelek megállóhely | főépület                                | n. a.            | n. a.        | 1045 Budapest, Elem u. 5-7. | Bezárt, jegykiadás nincs. Vasbeton épület?  |
|                                                                                            | −  | nem állomáshoz tartozó  | Istvántelki Főműhely régi csarnoképület | ipari eklektikus | 1902–1905    | 1045 Budapest, Elem u. 5-7. | Nagyobb téglasávos MÁV (nem típus-) épület. |
|                                                                                            | −  | nem állomáshoz tartozó  | Istvántelki Főműhely új csarnoképület   | n. a.            | n. a.        | 1045 Budapest, Elem u. 5-7. |                                             |
|                                                                                            |    | nem állomáshoz tartozó  | Istvántelki Főműhely víztorony (I.)     | ipari eklektikus | 1902–1905    | 1045 Budapest, Elem u. 5-7. | Régi téglaépület.                           |
|                                                                                            |    | nem állomáshoz tartozó  | Istvántelki Főműhely víztorony (II.)    | ipari eklektikus | 1902–1905    | 1045 Budapest, Elem u. 5-7. | Régi téglaépület.                           |
| A Főműhely területén a fentieken kívül számos egyéb régi, kisebb-nagyobb épület található. |    |                         |                                         |                  |              |                             |                                             |

## VI. kerület
| Kép | GU | Állomás                | Épületnév                             | Stílus                 | Építés ideje                     | Elhelyezkedés                                                                        | Megjegyzés |
| --- | -- | ---------------------- | ------------------------------------- | ---------------------- | -------------------------------- | ------------------------------------------------------------------------------------ | --- |
|     |    | nem állomáshoz tartozó | Vasutasház                            | neoreneszánsz          | 1884                             | Andrássy út 83–85.                                                                   | Tervezte: Kauser József. |
|     |    | nem állomáshoz tartozó | MÁV Nyugdíjintézeti Bérház            | neoreneszánsz          | 1880–1881                        | Andrássy út 88–90.                                                                   | Tervezte: Petschacher Gusztáv. |
|     |    | nem állomáshoz tartozó | a MÁV Igazgatóságának épülete         | neoreneszánsz          | 1876                             | Andrássy út 73-75.                                                                   | Tervezte: Rochlitz Gyula. |
|     |    | nem állomáshoz tartozó | Drechsler-palota                      | neoreneszánsz          | 1883–1886                        | 1061 Budapest, Andrássy út 25.                                                       | MÁV nyugdíjintézeti épület. Tervezte: Lechner Ödön és Pártos Gyula. |
|     | –  | nem állomáshoz tartozó | MÁV munkásházak                       | MÁV típusépületek      | XIX. sz. vége                    | 1062 Budapest, Podmaniczky utca 95-109.                                              | XIX. századi MÁV típusépületek. Az 1920-as években a MÁV-kórház épült a helyükre. |
|     |    | nem állomáshoz tartozó | MÁV Kórház és Központi Rendelőintézet | neoeklektikus          | 1927–1932                        | 1062 Budapest, Podmaniczky utca 95-109.                                              | Tervezte: Kappéter Géza. A 3 épületből egy elpusztult a második világháború idején, később modern épület épült a helyére. Napjainkban a neve: MH Honvédkórház 2. sz. Podmaniczky utcai telephely |
|     |    | nem állomáshoz tartozó | MÁV tisztviselői lakóházak („Hatház”) | népies                 | 1918–1922                        | 1062 Budapest, Podmaniczky utca 83-93.                                               | Népies stílusú épületek. Az építési munkálatokat irányította Tauszig Béla. |
|     | –  | Budapest-Nyugati       | Pesti indóház                         | klasszicista           | 1845–1846                        | 1062 Budapest, Teréz körút 55.                                                       | Tervezte: Wilhelm Paul Eduard Sprenger bécsi építész tervei alapján ifj. Zitterbarth Mátyás. A Nyugati pályaudvar helyén állt. Annak építésekor, 1877 körül bontották el.                        |
|     |    | Budapest-Nyugati       | főépület                              | Beaux-Arts historizmus | 1877                             | 1062 Budapest, Teréz körút 55.                                                       | Eklektikus épület. |
|     | –  | Budapest-Nyugati       | régi raktérépületek                   | n. a.                  | XIX. sz. vége                    | a Váci út mentén                                                                     | A Váci úti oldalon helyezkedtek el, a Westend építésekor (Ferdinánd hídtól délre), illetve a 2000-es években (Ferdinánd hídtól északra) bontották el őket.                                       |
|     |    | Budapest-Nyugati       | Sóház                                 | jugendstil szecesszió  | 1914–1916                        | 1062 Budapest, Váci út 3.                                                            | Megmaradt vasúti raktárépület. Német szecessziós stílusú épület. A közelmúltban[mikor?] felújították.                                                                                            |
|     |    | Budapest-Nyugati       | I. sz. állítóközpont                  | eklektikus             | XIX. sz. vége                    | a Nyugati pályaudvar területén                                                       | Nagyobb XIX. századi téglasávos MÁV (nem típus-) épület. Használatban. |
|     |    | Budapest-Nyugati       | II. sz. állítóközpont                 |                        |                                  | a Nyugati pályaudvar területén                                                       | |
|     |    | Budapest-Nyugati       | nagy csarnoképület                    | modern                 | n. a.                            | a Ferdinánd-híd és a Podmaniczky utca által közrefogott területen (a hídtól délre)   | Évek óta használaton kívül. |
|     |    | Budapest-Nyugati       | Új szociális épület („Fehér ház”)     | modern                 | 2000-es évek                     | a Nyugati pályaudvar területén, a Ferdinánd-hídnál                                   | |
|     |    | Budapest-Nyugati       | Irattár                               |                        |                                  | a Nyugati pályaudvar területén, a Ferdinánd-hídnál                                   | |
|     |    | Budapest-Nyugati       | egyéb kisebb épületek                 | vegyes                 | változó, XX. század második fele | a Ferdinánd-híd és a Podmaniczky utca által közrefogott területen (a hídtól északra) | |
|     |    | Budapest-Nyugati       | régi raktárépület                     | eklektikus             | XIX. sz. vége                    | a Dózsa György úti híd közelében                                                     | |

## VIII. kerület
| Kép | GU | Állomás                | Épületnév                               | Stílus                           | Építés ideje             | Elhelyezkedés                                                                                        | Megjegyzés |
| --- | -- | ---------------------- | --------------------------------------- | -------------------------------- | ------------------------ | --- | --- |
|     |    | nem állomáshoz tartozó | MÁV tisztviselői lakóházak („Nyolcház”) | neoreneszánsz                    | 1880-as évek             | 1087 Budapest, Kerepesi út 1-5. / Festetics György utca 2-4. / Mosonyi utca 10-12. / Lóvásár utca 1. | Tervezte Rochlitz Gyula. |
|     |    | Budapest-Józsefváros   | főépület                                | romantikus                       | 1867                     | 1086 Budapest, Fiumei út 22-28.                                                                      | Sorsok Háza néven kiállítóhellyé alakították át.                                                                                             |
|     |    | Budapest-Józsefváros   | üzemi épület                            | neoreneszánsz                    | XIX. sz. vége            | Salgótarjáni utca                                                                                    | A közelmúltban felújították. Nagyobb XIX. századi MÁV téglaépület.                                                                           |
|     |    | Budapest-Józsefváros   | üzemi épület                            | ipari eklektikus MÁV típusépület | XIX. sz. vége            | Salgótarjáni utca                                                                                    | A 2010-es években felújították. |
|     |    | Budapest-Józsefváros   | MÁV Anyagvizsgáló Intézet               | ipari eklektikus MÁV típusépület | XIX. sz. vége            | Salgótarjáni utca                                                                                    | |
|     |    | Budapest-Józsefváros   | üzemi épület                            | MÁV típusépület                  | XIX. sz. vége            | Salgótarjáni utca                                                                                    | A MÁV Anyagvizsgáló Intézet mellett. |
|     | –  | Budapest-Józsefváros   | üzemi épület                            | modern                           | XX. sz. közepe           | a pályaudvar belső területén                                                                         | Vasbeton épület. |
|     | –  | Budapest-Józsefváros   | üzemi épület                            | ipari eklektikus MÁV típusépület | XIX. sz. vége            | a pályaudvar belső területén                                                                         | XIX. századi MÁV típusépület. |
|     | –  | Budapest-Józsefváros   | eklektikus                              | őrház                            | XIX. sz. vége            | a pályaudvar belső területén, a Keleti Pályaudvar felé vezető elágazásnál                            | XIX. századi eklektikus épület. |
|     |    | Budapest-Keleti        | felvételi épület                        | neoreneszánsz                    | 1881–1884                | 1087 Budapest, Kerepesi út 2–4.                                                                      | Tervezte Rochlitz Gyula. |
|     |    | Budapest-Keleti        | üzemi épület (D70)                      |                                  |                          | első vágány vége                                                                                     | Itt található a rendelkező forgalmi iroda és a D70-es biztosítóberendezés jelfogó termei.                                                    |
|     | –  | Budapest-Keleti        | II. torony                              | MÁV típusépület                  | XIX. sz. vége            | a második bejárati jelző után                                                                        | Részben XIX. századi MÁV típusépületek. Forgalmi kocsimesteri iroda.                                                                         |
|     | –  | Budapest-Keleti        | „Külsőtér”                              | modern                           |                          | a második bejárati jelző után                                                                        | Tolatásvezetők szociális épülete. |
|     |    | Budapest-Keleti        | fűtőházi őrhely                         |                                  |                          | 237-es váltó                                                                                         | |
|     |    | Budapest-Keleti        | fenntartási műhely                      | eklektikus                       | XIX. sz. vége            | a Keleti pályaudvar belső területén, a Verseny utcai oldalon                                         | |
|     |    | Budapest-Keleti        | kerékeszterga                           | ipari eklektikus                 | XX. sz. közepe           | a Keleti pályaudvar belső területén, a Kerepesi úti oldalon                                          | |
|     |    | Budapest-Keleti        | felvigyázó iroda                        |                                  |                          | | |
|     |    | Budapest-Keleti        | fűtőház                                 |                                  |                          | | G-TIMCO Kft. |
|     |    | Budapest-Keleti        | pályafenntartási épület                 | modern                           | XX. sz. közepe           | a Keleti pályaudvar belső területén, a Kerepesi úti oldalon                                          | |
|     |    | Budapest-Keleti        | Üzemirányító Központ                    |                                  |                          | 1087 Budapest, Kerepesi út 16.                                                                       | Területi üzemirányítás, valamint központi forgalomirányítás a Rákos (kizár) – Hatvan (kizár) és Rákos (kizár) – Újszász (kizár) szakaszokon. |
|     |    | nem állomáshoz tartozó | lakóház kis melléképülettel             | MÁV típusépület                  | XIX. sz. vége            | Asztalos Sándor út                                                                                   | |
|     |    | nem állomáshoz tartozó | ipari épület                            | MÁV típusépület                  | XIX. sz. vége            | Asztalos Sándor út                                                                                   | |
|     |    | nem állomáshoz tartozó | Ganz–MÁVAG épületegyüttes               | vegyes                           | 1870-től több részletben | 1087 Budapest, Kőbányai út 19-33.                                                                    | Magyar mozdony és vagongyártó nagyüzem. |

## IX. kerület
| Kép | GU | Állomás                           | Épületnév               | Stílus                                                             | Építés ideje                       | Elhelyezkedés                                                                          | Megjegyzés |
| --- | -- | --------------------------------- | ----------------------- | ------------------------------------------------------------------ | ---------------------------------- | -------------------------------------------------------------------------------------- | --- |
|     |    | Ferencváros                       | felvételi épület        | MÁV típusépület                                                    | XIX. sz. vége                      | 1097 Budapest, Fék utca 3.                                                             | Alsó forgalmi iroda, váróterem, irodák. |
|     |    | Ferencváros                       | üzemi épület            | modern                                                             | ?                                  |                                                                                        | Felső forgalmi iroda, biztosítóberendezés. |
|     |    | Ferencváros                       | áruraktár               | MÁV típusépület                                                    | XIX. sz. vége                      | 1097 Budapest, Fék u.                                                                  | XIX. századi MÁV típusépület. |
|     |    | Ferencváros                       | áruraktár               | MÁV típusépület                                                    | XIX. sz. vége                      | 1097 Budapest, Fék u.                                                                  | XIX. századi MÁV típusépület. |
|     | –  | Ferencváros                       | üzemi épületek          | vegyes                                                             | XIX. sz. vége és XX. század közepe | Ferencváros vasútállomás vontatási telepén                                             | XIX. századi MÁV típusépületek, és későbbi (feltehetően szocializmus alatt épült) üzemi épületek állnak a területén. |
|     | –  | Ferencváros                       | Ferencváros „E” őrhely  |                                                                    | ?                                  |                                                                                        | |
|     | –  | Ferencváros                       | Ferencváros „F” őrhely  |                                                                    | ?                                  |                                                                                        | |
|     |    | Ferencváros                       | Fék utcai MÁV épület    | ipari eklektikus MÁV típusépület                                   | XIX. sz. vége                      | 1097 Budapest, Fék utca                                                                | XIX. századi MÁV típusépület. |
|     |    | Ferencváros                       | Fék utcai MÁV épület    | ipari eklektikus MÁV típusépület                                   | XIX. sz. vége                      | 1097 Budapest, Fék utca                                                                | XIX. századi MÁV típusépület. |
|     |    | Ferencváros                       | Fék utcai MÁV épület    | ipari eklektikus MÁV típusépület                                   | XIX. sz. vége                      | 1097 Budapest, Fék utca                                                                | XIX. századi MÁV típusépület. |
|     |    | Ferencváros                       | áruraktár               | modern                                                             | XX. század közepe                  | 1097 Budapest, Fék utca                                                                | |
|     |    | Ferencváros                       | Fék utcai MÁV épület    | modern                                                             | XX. század közepe                  | 1097 Budapest, Fék utca                                                                | |
|     |    | Ferencváros                       | Péceli utcai MÁV épület | n. a.                                                              | n. a.                              | Budapest, Péceli utca                                                                  | Használaton kívül. |
|     | –  | Ferencváros Keleti rendező        | vágányféktorony         | modern                                                             | n. a.                              | Ferencváros Keleti rendező gurítódomb                                                  | Az Illatos út feletti kettős hídnál található. Modern épület. |
|     | –  | Soroksári út                      | felvételi épület        | ipari eklektikus MÁV típusépület                                   | XIX. sz. vége                      | 1095 Budapest, Beöthy u. 1-3.                                                          | XIX. századi MÁV típusépület. |
|     |    | Soroksári út                      | áruraktár               | ipari eklektikus MÁV típusépület                                   | XIX. sz. vége                      | 1095 Budapest, Beöthy u. 1-3.                                                          | XIX. századi MÁV típusépület. |
|     | –  | Soroksári út rendező              | forgalmi épület         | n. a.                                                              | XX. század közepe                  | Beöthy u.                                                                              | Feltehetően a szocializmus alatt épült. |
|     | –  | Soroksári út rendező              | régi MÁV épületek       | MÁV típusépületek                                                  | XIX. század vége                   | Beöthy u.                                                                              | Soroksári út rendezőpályaudvar mentén |
|     |    | nem állomáshoz tartozó            | MÁV-telep               | MÁV típusépületek, és későbbi szecessziós téglaépületek            | 1890-es évek–1910-es évek          | Budapest, a Gyáli út, Péceli út, Szerelvény köz és Zombori utca által határolt terület | XIX. századi MÁV típusépületekből (1890-es évek) és nagyobb lakóházakból (1910-es évek) áll. Hozzá tartozik egy víztorony is. |
|     | –  | Budapest-Dunapart teherpályaudvar | üzemi épületek          | ipari eklektikus MÁV típusépületek, néhány későbbi vasbeton épület | 1880–1883, majd XX. sz.            | a mai Somlay Artúr sétány vonala                                                       | A rendszerváltás után lecsökkent forgalmú pályaudvar helyére tervezték a Bécs–Budapest világkiállítást. A pályaudvart elbontották, azonban a világkiállítás később nem valósult meg. A pályaudvar területére később lakó- és irodaházak, kulturális létesítmények épültek (Millenniumi városközpont). XIX. századi MÁV típusépület-raktárak, és későbbi (feltehetően szocializmus alatt épült) üzemi épületek álltak a területén. |

## X. kerület
| Kép | GU | Állomás                      | Épületnév                                               | Stílus                                          | Építés ideje              | Elhelyezkedés                                                               | Megjegyzés                                                                                             |
| --- | -- | ---------------------------- | ------------------------------------------------------- | ----------------------------------------------- | ------------------------- | --------------------------------------------------------------------------- | --- |
|     |    | Kőbánya alsó megállóhely     | főépület                                                | modern                                          | 1940-es évek              | 1102 Budapest, Liget tér 1.                                                 | |
|     |    | Kőbánya alsó megállóhely     | régi állomásépület                                      | MÁV típusépület                                 | XIX. sz. vége             | 1102 Budapest, Liget tér 1.                                                 | XIX. századi MÁV típusépület. Az új épület mellett áll, elhanyagolt állapotban van.                    |
|     |    | Kőbánya alsó megállóhely     | raktárépület (I.)                                       | MÁV típusépület                                 | XIX. sz. vége             | 1102 Budapest, Korponai utca                                                | XIX. századi MÁV típusépület. A régi állomásépület mellett található. A Liget téri Piac működik benne. |
|     |    | Kőbánya alsó megállóhely     | raktárépület (II.)                                      | MÁV típusépület                                 | XIX. sz. vége             | 1101 Budapest, Korponai utca 17.                                            | XIX. századi MÁV típusépület. A Liget téri Piac működik benne.                                         |
|     |    | Kőbánya alsó megállóhely     | raktárépület (III.)                                     | MÁV típusépület                                 | XIX. sz. vége             | 1101 Budapest, Korponai utca                                                | XIX. századi MÁV típusépület.                                                                          |
|     |    | Kőbánya alsó megállóhely     | őrház                                                   | n. a.                                           | n. a.                     | 1101 Budapest, Korponai utca                                                | |
|     |    | Kőbánya-Teher vasútállomás   | I. sz. torony                                           | MÁV típusépület                                 | XIX. sz. vége             | Pongrácz út                                                                 | XIX. századi MÁV típusépület.                                                                          |
|     |    | Kőbánya-Teher vasútállomás   | üzemi épületek                                          | modern                                          | XX. sz.                   | Pongrácz út                                                                 | |
|     |    | Ferencváros                  | Ferencváros „C” őrhely                                  | modern                                          | XX. sz.                   | Fertő utcai vasúti hídnál                                                   | Használaton kívül.                                                                                     |
|     |    | Kőbánya Hízlaló              | főépület                                                | MÁV típusépület                                 | XIX. sz. vége             | 1107 Budapest, Bihari u. 21.                                                | XIX. századi MÁV típusépület.                                                                          |
|     |    | Kőbánya Hízlaló              | A Horog utcai teherszállítás telepének üzemi épülete    | MÁV típusépület                                 | 1888 k.                   | Budapest, Horog utca 1.                                                     | XIX. századi MÁV típusépület.                                                                          |
|     |    | Kőbánya Hízlaló              | raktárépület                                            | MÁV típusépület                                 | XIX. sz. vége             | Budapest, Horog utca                                                        | XIX. századi MÁV típusépület.                                                                          |
|     |    | Kőbánya Hízlaló              | üzemi épület                                            | MÁV típusépület                                 | XIX. sz. vége             | Budapest, Száva utca                                                        | XIX. századi MÁV típusépület.                                                                          |
|     |    | Kőbánya-Kispest vasútállomás | régi állomásépület                                      | neobarokk                                       | 1907 körül                | 1105 Budapest, Vaspálya út 10.                                              | Régi, barokkos stílusú épület.                                                                         |
|     |    | Kőbánya-Kispest vasútállomás | új állomásépület                                        | 1978–1981                                       | XX. sz.                   | 1105 Budapest, Vaspálya út 10.                                              | Valójában felüljárórendszer egybeépülve a szomszédos M3 metró végállomásával.                          |
|     |    | Kőbánya-Kispest vasútállomás | üzemi épület                                            | n. a.                                           | XX. sz.                   | 1105 Budapest, Vaspálya út                                                  | |
|     | f  | Kőbánya-Kispest vasútállomás | üzemi épület                                            | n. a.                                           | XX. sz.                   | 1105 Budapest, Vaspálya út                                                  | |
|     |    | Kőbánya-Kispest vasútállomás | őrházak                                                 | n. a.                                           | XX. sz.                   | Kőér utcai vasúti kereszteződésnél                                          | |
|     | –  | Kőbánya felső vasútállomás   | régi főépület                                           | fachwerk (gerendavázas)                         | XIX. sz.                  | 1102 Budapest, Kolozsvári út 2–4.                                           | A vasút új nyomvonalra terelése és az állomás út fölé emelése során került elbontásra.                 |
|     |    | Kőbánya felső vasútállomás   | főépület 5 kisebb melléképülettel                       | modern                                          | n. a.                     | 1102 Budapest, Kolozsvári út 2–4.                                           | |
|     |    | Kőbánya felső vasútállomás   | régi MÁV épület                                         | MÁV típusépület                                 | XIX. sz. vége             | 1102 Budapest, Kolozsvári út 2–4.                                           | XIX. századi MÁV típusépület.                                                                          |
|     |    | Rákos vasútállomás           | főépület                                                | modern                                          | n. a.                     | 1106 Budapest, Jászberényi út 90-92.                                        | |
|     |    | Rákos vasútállomás           | forgalmi épület                                         | MÁV típusépület                                 | XIX. sz. vége             | Rákos vasútállomás területén                                                | XIX. századi MÁV típusépület.                                                                          |
|     |    | Rákos vasútállomás           | forgalmi épület                                         | MÁV típusépület                                 | XIX. sz. vége             | Rákos vasútállomás területén                                                | XIX. századi MÁV típusépület.                                                                          |
|     | f  | Rákos vasútállomás           | forgalmi épület                                         | ipari eklektikus                                | XIX. sz. vége             | Rákos vasútállomás területén                                                | Nagyobb XIX. századi téglasávos MÁV (nem típus-) épület.                                               |
|     | f  | Rákos vasútállomás           | forgalmi épület                                         | modern                                          | n. a.                     | Rákos vasútállomás területén                                                | A mellette álló kisebb épületet (Google Utcakép felülnézet) már elbontották.                           |
|     | f  | Rákos vasútállomás           | javító csarnok                                          | ipari eklektikus (földszint) és modern (emelet) | XIX. sz. végétől          | Rákos vasútállomás területén                                                | XIX. századi téglaépület modern ráépítéssel.                                                           |
|     |    | Rákos vasútállomás           | MÁV épületek (2)                                        | MÁV típusépület                                 | XIX. sz. vége             | Keresztúri út                                                               | XIX. századi MÁV típusépületek.                                                                        |
|     |    | Rákos vasútállomás           | MÁV épület                                              | ipari eklektikus                                | XIX. sz. vége             | Keresztúri út                                                               | Használaton kívül. Nagyobb XIX. századi téglasávos MÁV (nem típus-) épület.                            |
|     |    | Rákos vasútállomás           | Régi vasúti őrház (2 épület)                            | ipari eklektikus MÁV típusépület                | XIX. sz. vége             | Keresztúri úti felüljárónál                                                 | Használaton kívül. XIX. századi MÁV típusépület.                                                       |
|     |    | Rákos vasútállomás           | Felsőrákosi MÁV-telep                                   | MÁV típusépületek                               | valószínűleg 1890-es évek | Budapest, Rákos vasútállomás – Keresztúri út – Körvasút által határolt rész | Rákos vasútállomásnál. XIX. századi MÁV típusépületekből áll.                                          |
|     |    | nem állomáshoz tartozó       | Kőbányai MÁV-telep                                      | MÁV típusépületek                               | 1894–1896                 | Budapest, Hungária körút – Salgótarjáni út – Zách utca közötti terület      | XIX. századi MÁV típusépületekből áll.                                                                 |
|     |    | nem állomáshoz tartozó       | az Északi Járműjavító épületei                          | ipari eklektikus és modern                      | 1868-tól                  | Budapest, Kőbányai út 30-36.                                                | |
|     |    | nem állomáshoz tartozó       | a MÁV Felépítménykarbantartó és Gépjavító Kft. épületei | modern                                          | XX. sz.                   | 1103 Budapest, Kőér u. 2/d.                                                 | |

## XI. kerület
| Kép | GU | Állomás                 | Épületnév          | Stílus                           | Építés ideje  | Elhelyezkedés                     | Megjegyzés |
| --- | -- | ----------------------- | ------------------ | -------------------------------- | ------------- | --------------------------------- | --- |
|     |    | Kelenföld vasútállomás  | főépület           | MÁV típusépület                  | 1884          | 1115 Budapest, Etele tér 5.       | 2019 októberében a romos állomásépület bezárták, a jegypénztárak az aluljáróba költöztek. A tervek szerint a felújítása után nem állomásként, hanem a Közlekedési Múzeum egyik egységeként nyitnák újra. |
|     |    | Kelenföld vasútállomás  | vasutas lakóházak  | MÁV típusépületek                | XIX. sz. vége | 1115 Budapest, Vasút utca 10-14.? | 2016-ban bontották el őket. |
|     |    | Kelenföld vasútállomás  | MÁV épület         | MÁV típusépület                  | XIX. sz. vége | 1115 Budapest, Vasút utca 1/a.    | |
|     | –  | Kelenföld vasútállomás  | MÁV lakóház        | ipari eklektikus MÁV típusépület | 1882          | XIX. sz. vége                     | 2008-ban bontották el. |
|     |    | Albertfalva megállóhely | régi állomásépület | n. a.                            | 1861 után     | 1222 Budapest, Kővirág sor        | XIX. századi épület volt. Az állomás átépítése során került elbontásra 2012 szeptember-október hónapban.                                                                                                 |

## XIII. kerület
| Kép | GU | Állomás                                     | Épületnév               | Stílus                     | Építés ideje                      | Elhelyezkedés                                            | Megjegyzés |
| --- | -- | ------------------------------------------- | ----------------------- | -------------------------- | --------------------------------- | -------------------------------------------------------- | --- |
|     |    | Angyalföld vasútállomás                     | főépület                | MÁV típusépület            | XIX. sz. vége                     | 1130 Budapest, Kámfor utca 6.                            | Nagyobb XIX. századi téglasávos MÁV típusépület.                                                                                               |
|     |    | Angyalföld vasútállomás                     | régi rakodó épület      | MÁV típusépület            | XIX. sz. vége                     | Angyalföld vasútállomás területén                        | Régi téglaépület. |
|     |    | Angyalföld vasútállomás                     | rakodó épület           | modern                     | XX. sz. közepe                    | Angyalföld vasútállomás területén                        | Modern betonépület. |
|     |    | Angyalföld vasútállomás                     | rakodó épület           | XX. sz. közepe             | Angyalföld vasútállomás területén | Modern betonépület.                                      | |
|     |    | Angyalföld vasútállomás                     | régi mérlegház          | modern                     | XIX. sz. vége                     | Angyalföld vasútállomás területén                        | XIX. századi téglasávos épület. |
|     | −  | Angyalföld vasútállomás                     | mérlegház               | eklektikus                 | XX. sz. közepe                    | Angyalföld vasútállomás területén                        | |
|     | –  | Angyalföld vasútállomás                     | bakterház               | modern                     | XX. sz. közepe                    | Angyalföld vasútállomás területén                        | Modern betonépület. |
|     | –  | Angyalföld vasútállomás                     | melléképület            | modern                     | XX. sz. közepe                    | Angyalföld vasútállomás területén                        | Modern téglaépület. |
|     |    | Angyalföld vasútállomás                     | lakóépület              | MÁV típusépület            | XIX. sz. vége                     | Kámfor utca                                              | XIX. századi MÁV típusépület. |
|     |    | Angyalföld vasútállomás                     | lakóépület              | MÁV típusépület            | XIX. sz. vége                     | Újpalotai út                                             | XIX. századi MÁV típusépület. |
|     |    | Angyalföld vasútállomás                     | őrház                   | modern                     | XX. sz. közepe                    | Szent László úti vasúti kereszteződésnél                 | |
|     |    | Újpest megállóhely                          | aluljárós csarnok       | modern                     | n. a.                             | 1138 Budapest, Balzsam u. 1.                             | |
|     |    | Vizafogó vasútállomás                       | főépület                | MÁV típusépület            | XIX. sz. vége                     | 1138 Budapest, Esztergomi út 48.                         | XIX. századi MÁV téglasávos típusépület. A pályaudvart az 1970-es években elbontották, de az állomásépület megmaradt, később fel is újították. |
|     |    | nem állomáshoz tartozó                      | őrház                   | MÁV típusépület            | XIX. sz. vége                     | Meder utca?                                              | A Vizafogó vasútvonalon volt található. XIX. századi téglasávos MÁV típusépület. A 2000-es években elbontották.                                |
|     | –  | Magyar Vasúttörténeti Park (Északi fűtőház) | 34 állásos régi fűtőház | ipari eklektikus           | 1911                              | 1142 Budapest, Tatai út 95.                              | Régi fűtőház. A téglaépületet betonépületté alakították át.                                                                                    |
|     | –  | Magyar Vasúttörténeti Park (Északi fűtőház) | 22 állásos régi fűtőház | n. a.                      | 1911                              | 1142 Budapest, Tatai út 95.                              | Elpusztult. |
|     |    | Magyar Vasúttörténeti Park (Északi fűtőház) | jegypénztár             | MÁV típusépület            | n. a.                             | 1142 Budapest, Tatai út 95.                              | |
|     | –  | Magyar Vasúttörténeti Park (Északi fűtőház) | kávéház                 | MÁV típusépület            | n. a.                             | 1142 Budapest, Tatai út 95.                              | |
|     | –  | Magyar Vasúttörténeti Park (Északi fűtőház) | üzemi épület            | ipari eklektikus           | n. a.                             | 1142 Budapest, Tatai út 95.                              | |
|     |    | Magyar Vasúttörténeti Park (Északi fűtőház) | víztorony               | ipari eklektikus           | n. a.                             | 1142 Budapest, Tatai út 95.                              | |
|     |    | nem állomáshoz tartozó                      | szecessziós             | MÁV tisztviselői lakóházak | 1912                              | Budapest, Szent László út 135-143. / Tatai utca 120-130. | Tervezte őket: Jeney Ernő. |

## XIV. kerület
| Kép | GU | Állomás                   | Épületnév                      | Stílus            | Építés ideje  | Elhelyezkedés                                                                                 | Megjegyzés                                                                                   |
| --- | -- | ------------------------- | ------------------------------ | ----------------- | ------------- | --------------------------------------------------------------------------------------------- | -------------------------------------------------------------------------------------------- |
|     |    | Rákosrendező vasútállomás | főépület                       | eklektikus        | 1880-as évek  | Teleki Blanka utca                                                                            |                                                                                              |
|     |    | Rákosrendező vasútállomás | vasutaslaktanya                | eklektikus        | 1880-as évek  | Teleki Blanka utca                                                                            | Nagyobb XIX. századi téglasávos MÁV (nem típus-) épület.                                     |
|     | f  | Rákosrendező vasútállomás | forgalmi épület                | eklektikus        | XIX. sz. vége | a Teleki Blanka utcától délre, a Nyugati felé menő vágányok mellett (a „vasúti háromszögben”) | Nagyobb XIX. századi téglasávos MÁV (nem típus-) épület.                                     |
|     | f  | Rákosrendező vasútállomás | forgalmi épület                | MÁV típusépület   | XIX. sz. vége | a Teleki Blanka utcától délre, a Nyugati felé menő vágányok mellett (a „vasúti háromszögben”) | XIX. századi MÁV típusépület.                                                                |
|     | f  | Rákosrendező vasútállomás | forgalmi épületek              | n. a.             | XIX. sz. vége | Hajtsár út (a „vasúti háromszögben”)                                                          |                                                                                              |
|     |    | Rákosrendező vasútállomás | őrház (I.)                     | n. a.             | n. a.         | Teleki Blanka utcai vasúti kereszteződésnél                                                   |                                                                                              |
|     |    | Rákosrendező vasútállomás | őrház (II.)                    | n. a.             | n. a.         | Teleki Blanka utcai vasúti kereszteződésnél                                                   |                                                                                              |
|     |    | Rákosrendező vasútállomás | őrház (III.)                   | n. a.             | n. a.         | Teleki Blanka utcától délre                                                                   |                                                                                              |
|     |    | Rákosrendező vasútállomás | forgalmi épület                | eklektikus        | XIX. sz. vége | Teleki Blanka utca                                                                            |                                                                                              |
|     |    | Rákosrendező vasútállomás | forgalmi épület                | eklektikus        | XIX. sz. vége | Teleki Blanka utca                                                                            |                                                                                              |
|     |    | Rákosrendező vasútállomás | raktárépület                   | eklektikus        | XIX. sz. vége | Teleki Blanka utca                                                                            | Feltehetően a vasútállomáshoz kapcsolódó régi raktárépület.                                  |
|     |    | Rákosrendező vasútállomás | felső forgalmi épület          | eklektikus        | XIX. sz. vége | a Tahi utcai vasúti felüljárónál                                                              | 2023-ban elbontották.                                                                        |
|     |    | Rákosrendező vasútállomás | Rákosrendező "B" állítóközpont | modern            | n. a.         | a Tahi utcai vasúti felüljárótól északra                                                      | A régi ún. Kötőtelepnél a Körvasút elágazásánál.                                             |
|     | f  | nem állomáshoz tartozó    | MÁV lakóházak                  | MÁV-típusépületek | n. a.         | a Tatai útból Rákosrendező felé kiágazó magánút végén                                         | A Rákosrendező–Vasúttörténeti Park vasútvonal mentén.                                        |
|     |    | nem állomáshoz tartozó    | régi üzemi épület?             | MÁV-típusépület   | n. a.         | „B” őrhelynél, Rákosrendező–Kötőtelep                                                         | Budapest-Szob vasútvonal mentén, Rákosrendező–Kötőtelepnél állt. A 2010-es években elbontva. |
|     |    | nem állomáshoz tartozó    | Városligeti elágazás őrház     | modern            | n. a.         | Francia út                                                                                    |                                                                                              |
|     |    | Zugló megállóhely         | főépület                       | modern            | 1948          | 1146 Budapest, Thököly út 103.                                                                |                                                                                              |
|     |    | nem állomáshoz tartozó    | a MÁV Hídépítő Kft. épületei   | modern            | XX. sz.       | 1145 Budapest, Mexikói út 71.                                                                 | 2019/2021 körül elbontották.                                                                 |

## XV. kerület
| Kép | GU | Állomás                         | Épületnév               | Stílus          | Építés ideje  | Elhelyezkedés                                                                        | Megjegyzés                     |
| --- | -- | ------------------------------- | ----------------------- | --------------- | ------------- | ------------------------------------------------------------------------------------ | ------------------------------ |
|     |    | Rákospalota-Újpest vasútállomás | főépület                | MÁV típusépület | 1881          | 1151 Budapest, Szilágyi utca 9.                                                      | XIX. századi MÁV típusépület.  |
|     |    | Rákospalota-Újpest vasútállomás | raktárépület            | MÁV típusépület | XIX. sz. vége | 1151 Budapest, Szilágyi utca                                                         | A 2010-es években elbontották. |
|     |    | Rákospalota-Újpest vasútállomás | őrház                   | MÁV típusépület | XIX. sz. vége | a Dunakeszi és a Veresegyházi vonal elágazásánál                                     |                                |
|     |    | Rákospalota-Újpest vasútállomás | MÁV Zrt. Montavia-telep | ipari épületek  | n. a.         | Rákospalota-Újpest vasútállomás területén                                            |                                |
|     |    | nem állomáshoz tartozó          | Rákospalotai MÁV-telep  | népies          | 1910-es évek  | Széchenyi út - Rákos út - Wesselényi utca - Vasutastelep utca által határolt terület |                                |

## XVI. kerület
| Kép | GU | Állomás                       | Épületnév  | Stílus          | Építés ideje  | Elhelyezkedés                           | Megjegyzés                    |
| --- | -- | ----------------------------- | ---------- | --------------- | ------------- | --------------------------------------- | ----------------------------- |
|     |    | Rákosszentmihály vasútállomás | főépület   | MÁV típusépület | XIX. sz. vége | 1116 Budapest, Körvasút sor             | XIX. századi MÁV típusépület. |
|     |    | Rákosszentmihály vasútállomás | régi őrház | MÁV típusépület | XIX. sz. vége | a Mogyoródi úti vasúti kereszteződésnél | XIX. századi MÁV típusépület. |
|     |    | Rákosszentmihály vasútállomás | lakóház    | MÁV típusépület | XIX. sz. vége | a Mogyoródi úti vasúti kereszteződésnél | XIX. századi MÁV típusépület. |

## XVII. kerület
| Kép | GU | Állomás                        | Épületnév | Stílus          | Építés ideje  | Elhelyezkedés                           | Megjegyzés |
| --- | -- | ------------------------------ | --- | --------------- | ------------- | --------------------------------------- | --- |
|     |    | Rákoskeresztúr megállóhely     | főépület | n. a.           | n. a.         | 1172 Budapest, Cinkotai út 20.          | A megállóhely az 1970-es évekig volt használatban, azt követően csak az ipari (teher rész), a 2010-es években már az sem. A felvételi épületet (fehér) és a raktárépületet az Egyesült Vegyiművek felé tartó vontatóvágánnyal együtt 2018 szeptemberében elbontották. A szintbeli vasút (Budapest–Hatvan) – autóút (Cinkotai út) kereszteződés megszűnt, helyére autó felüljáró épült. |
|     |    | Rákoskeresztúr megállóhely     | üzemi épület | modern          | n. a.         | 1172 Budapest, Cinkotai út 20.          | Elbontották. |
|     |    | Rákoscsaba-Újtelep megállóhely | főépület | n. a.           | XIX. sz.      | 1171 Budapest, Szabadság sugárút 2.     | A 2010-es években elbontásra került. |
|     |    | Rákoscsaba megállóhely         | főépület | népies          | n. a.         | 1172 Budapest, Szent Imre herceg út 50. | Jelenleg részben üres, részben lakóházként funkcionál. |
|     |    | Rákoshegy vasútállomás         | főépület | modern          | n. a.         | 1174 Budapest, Szabadság út 2.          | |
|     | –  | Rákoshegy vasútállomás         | őrház | MÁV típusépület | XIX. sz. vége | n. a.                                   | |
|     |    | Rákoshegy vasútállomás         | lakóőrház | MÁV típusépület | XIX. sz. vége | Szabadság u.                            | |
|     |    | Rákoshegy vasútállomás         | lakóőrház | modern          | n. a.         | Szabadság u.                            | |
|     |    | Rákoshegy vasútállomás         | lakóőrház | MÁV típusépület | XIX. sz. vége | Szabadság u.                            | |
|     |    | Rákoshegy vasútállomás         | lakóőrház | MÁV típusépület | XIX. sz. vége | Szabadság u.                            | |
|     |    | Rákoshegy vasútállomás         | őrház | modern          | n. a.         | Bakter u.                               | |
|     |    | Rákoshegy vasútállomás         | biztosítóberendezési épület                                                                                              | modern          | n. a.         | a főépület mellett                      | |
|     |    | Rákoshegy vasútállomás         | MÁV RT., Pálya és Mérnöki Létesítmények Igazgatóság Osztálymérnökség Szolnok I. Főpályamesteri szakasz Rákoshegy épülete | modern          | n. a.         | Rákoshegy vasútállomás területén        | |
|     | f  | Rákoshegy vasútállomás         | MÁV RT., Pálya és Mérnöki Létesítmények Igazgatóság Osztálymérnökség Szolnok I. Főpályamesteri szakasz Rákoshegy épülete | modern          | n. a.         | Rákoshegy vasútállomás területén        | |
|     | –  | Rákoskert megállóhely          | régi főépület | korai modern    | n. a.         | 1171 Budapest, Kísérő utca              | Elbontották. |
|     |    | Rákoskert megállóhely          | főépület | n. a.           | n. a.         | 1171 Budapest, Kísérő utca              | |

## XVIII. kerület
| Kép | GU | Állomás                                  | Épületnév                         | Stílus                           | Építés ideje                               | Elhelyezkedés                             | Megjegyzés |
| --- | -- | ---------------------------------------- | --------------------------------- | -------------------------------- | ------------------------------------------ | ----------------------------------------- | --- |
|     |    | Pestszentlőrinc vasútállomás             | főépület                          | MÁV típusépület                  | XIX. sz. vége                              | 1184 Budapest, Jegenyefa sor 44.          | |
|     |    | Pestszentlőrinc vasútállomás             | üzemi épület (I.)                 | ipari eklektikus MÁV típusépület | XIX. sz. vége                              | Pestszentlőrinc vasútállomás területén    | |
|     |    | Pestszentlőrinc vasútállomás             | üzemi épület (II.)                | MÁV típusépület                  | XIX. sz. vége                              | Pestszentlőrinc vasútállomás területén    | A másik üzemi épület mellett állt. Elbontva 2012 és 2018 között. (Google Utcakép alapján)                                                      |
|     |    | Kispest vasútállomás                     | főépület                          | MÁV típusépület                  | XIX. sz. vége                              | 1184 Budapest, Liszt Ferenc út 1.         | |
|     |    | Kispest vasútállomás                     | raktárépület                      | MÁV típusépület                  | XIX. sz. vége                              | Kispest vasútállomás területén            | |
|     |    | Kispest vasútállomás                     | őrház                             | modern                           | n. a.                                      | 1184 Budapest, Üllői út                   | A Budapest–Lajosmizse–Kecskemét-vasútvonal és az Üllői út kereszteződésénél („Lajosmizsei sorompó”).                                           |
|     |    | Kispest vasútállomás                     | őrház                             | modern                           | n. a.                                      | 1184 Budapest, Puskás Ferenc út           | A Budapest–Lajosmizse–Kecskemét-vasútvonal és a Puskás Ferenc út kereszteződésénél.                                                            |
|     |    | Pestszentimre felső megállóhely          | főépület                          | MÁV típusépület                  | XIX. sz. vége                              | 1189 Budapest, Vasút út 1.                | |
|     |    | Pestszentimre felső megállóhely          | melléképület                      | MÁV típusépület                  | XIX. sz. vége                              | 1189 Budapest, Vasút út 1.                | Közvetlenül a főépület mellett található. |
|     |    | Pestszentimre vasútállomás               | főépület                          | MÁV típusépület                  | XIX. sz. vége                              | 1188 Budapest, Vasút út                   | |
|     |    | Szemeretelep megállóhely                 | régi főépület kis melléképülettel | MÁV típusépület                  | 1903 előtt                                 | 1183 Budapest, Iglódi és Gyömrői út sarok | Az állomás átépítése során 2013/2015 körül elbontásra került. Helyére új épület nem, csak egy esőbeálló épült.                                 |
|     |    | Szemeretelep megállóhely                 | régi bakterházak (2 épület)       | MÁV típusépületek                | 1903 előtt                                 | 1183 Budapest, Iglódi és Gyömrői út sarok | Az állomás átépítése során 2013/2015 körül elbontásra került. A 2010-es években elbontásra kerültek.                                           |
|     |    | Pestszentlőrinc-Kavicsbánya vasútállomás | 2 részes főépület                 | MÁV típusépület                  | valószínűleg XIX. sz. vége                 | 1183 Budapest, Honvéd utca közelében      | A vasúti forgalomból kivonva. |
|     | –  | Pestszentlőrinc-Kavicsbánya vasútállomás | üzemi épület                      | MÁV típusépület                  | valószínűleg XIX. sz. vége                 | 1183 Budapest, Honvéd utca közelében      | A vasúti forgalomból kivonva. |
|     | –  | Pestszentlőrinc-Kavicsbánya vasútállomás | üzemi épületek                    | 1 MÁV típusépület, 1 modern      | valószínűleg XIX. sz. vége, XX. sz. közepe | 1183 Budapest, Honvéd utca közelében      | A vasúti forgalomból kivonva. Egy régi nyeregtetős (valószínűleg XIX. sz. vége), és egy újabb lapostetős (valószínűleg XX. sz. közepe) épület. |

## XX. kerület
| Kép | GU | Állomás                  | Épületnév     | Stílus | Építés ideje                     | Elhelyezkedés              | Megjegyzés                                               |  |
| --- | -- | ------------------------ | ------------- | ------ | -------------------------------- | -------------------------- | -------------------------------------------------------- |  |
|     | –  | Pesterzsébet megállóhely | régi főépület | n. a.  | 1916                             | 1201 Budapest, Zodony utca | 1997-ben elbontásra került. Helyére új épület nem épült. |  |
|     |    | Pesterzsébet megállóhely | lakóépület    | n. a.  | ipari eklektikus MÁV típusépület | XIX. sz. vége              | Csepeli átjáró                                           |  |

## XXII. kerület
| Kép | GU | Állomás                       | Épületnév          | Stílus                                       | Építés ideje     | Elhelyezkedés                           | Megjegyzés                                                                                                  |
| --- | -- | ----------------------------- | ------------------ | -------------------------------------------- | ---------------- | --------------------------------------- | --- |
|     |    | Háros vasútállomás            | állomásépület      | ipari eklektikus MÁV típusépület             | XIX. század vége | 1222 Budapest, Nagytétényi út 9-11.     | XIX. századi MÁV típusépület.                                                                               |
|     |    | Háros vasútállomás            | régi üzemi épület  | MÁV típusépület                              | XIX. század vége | 1222 Budapest, Nagytétényi út 9-11.     | XIX. századi MÁV típusépület.                                                                               |
|     |    | Háros vasútállomás            | régi üzemi épület  | neoreneszánsz                                | XIX. század vége | 1222 Budapest, Nagytétényi út 9-11.     | Régi eklektikus épület.                                                                                     |
|     |    | Háros vasútállomás            | őrház              | modern                                       | n. a.            | Háros utcai vasúti kereszteződés        | |
|     |    | Háros vasútállomás            | őrház              | modern                                       | n. a.            | Háros vasútállomás területén            | |
|     | –  | Nagytétény vasútállomás       | régi főépület      | MÁV típusépület                              | XIX. század vége | 1225 Budapest, Nagytétényi út 341.      | XIX. századi MÁV típusépület. A 2010-es években bontották el.                                               |
|     | –  | Nagytétény vasútállomás       | raktárépület       | MÁV típusépület                              | XIX. század vége | 1225 Budapest, Nagytétényi út 341.      | A 2010-es években bontották el.                                                                             |
|     |    | Nagytétény vasútállomás       | őrház              | modern                                       | n. a.            | 1225 Budapest, Nagytétényi út 341.      | A 2010-es években bontották el.                                                                             |
|     | –  | Nagytétény vasútállomás       | új főépület        | modern                                       | 2010-es évek     | 1225 Budapest, Nagytétényi út 341.      | |
|     |    | Nagytétény-Diósd vasútállomás | főépület           | MÁV típusépület                              | XIX. század vége | 1225 Budapest, Rakodó utca              | XIX. századi MÁV típusépület.                                                                               |
|     |    | Nagytétény-Diósd vasútállomás | rakodóépület       | MÁV típusépület                              | XIX. század vége | Nagytétény-Diósd vasútállomás területén | XIX. századi MÁV típusépület. A 2010-es években elbontották.                                                |
|     |    | Nagytétény-Diósd vasútállomás | őrház              | n. a.                                        | n. a.            | Angeli utcai vasúti kereszteződésnél    | Téglaépület. A 2010-es években elbontották.                                                                 |
|     |    | Nagytétény-Diósd vasútállomás | üzemi épület       | MÁV típusépület                              | XIX. század vége | Rakodó utca                             | XIX. századi MÁV típusépület.                                                                               |
|     |    | Budafok megállóhely           | régi állomásépület | MÁV típusépület                              | 1914 előtt       | 1226 Budapest, Mária Terézia utca 35.   | Az állomás átépítése során 2017 júniusában elbontásra került az állomás felvételi épülete és kettős őrháza. |
|     |    | Budafok megállóhely           | kettős őrház       | ipari eklektikus MÁV típusépület             | 1914 előtt       | 1226 Budapest, Mária Terézia utca 35.   | Az állomás átépítése során 2017 júniusában elbontásra került az állomás felvételi épülete és kettős őrháza. |
|     |    | Budafok megállóhely           | új állomásépület   | a régi állomásépületet idéző MÁV típusépület | 2017 k.          | 1226 Budapest, Mária Terézia utca 35.   | |

## XXIII. kerület
| Kép | GU | Állomás               | Épületnév                                  | Stílus          | Építés ideje | Elhelyezkedés                                     | Megjegyzés              |
| --- | -- | --------------------- | ------------------------------------------ | --------------- | ------------ | ------------------------------------------------- | ----------------------- |
|     |    | Soroksár vasútállomás | főépület                                   | szecessziós     | 1900 k.      | 1238 Budapest, Hősök u. 23.                       | Régi téglasávos épület. |
|     |    | Soroksár vasútállomás | lakóépület                                 | MÁV típusépület | n. a.        | 1238 Budapest, Vecsés úti vasúti kereszteződésnél |                         |
|     |    | Soroksár vasútállomás | lakóépület                                 | MÁV típusépület | n. a.        | 1238 Budapest, Pályaudvar sor                     |                         |
|     | –  | Soroksár vasútállomás | raktárépület                               | n. a.           | n. a.        | 1238 Budapest, Hősök u. 23.                       |                         |
|     | f  | Soroksár-Terminál     | Budapesti Intermodális Logisztikai Központ | modern          | 2002–2003    | 1239 Budapest, Európa u. 6.                       |                         |